# Alfredo Martín Ábalos
Alfredo Martín Ábalos (San Fernando, Buenos Aires; 21 de abril de 1938-Santiago del Estero, 24 de septiembre de 2018) fue un cantante, compositor, intérprete y percusionista del folclore argentino.

## Vida personal
Nació el 21 de abril de 1938, en la localidad bonaerense de San Fernando, donde pasó gran parte de su infancia. Hijo de Enrique Braulio Ábalos y María Abregoso, fue el menor de ocho hermanos. Miembro de una familia de músicos, inicia sus primeros acercamientos desde muy temprana edad, sumándose a su primer conjunto a los 16 años.
Luego se mudó a Santiago del Estero, donde junto a su esposa Mafalda Nilda Santillán Suárez tuvo tres hijos, quienes también son músicos reconocidos en su provincia.

## Carrera profesional
Fue reconocido por su voz y su técnica de canto, considerada única, además de por sus cualidades como percusionista, en particular con el bombo legüero. Era considerado uno de los mejores bombistas de la música popular argentina y uno de los mejores intérpretes de la chacarera.
Como compositor dejó una discografía prolífica con canciones que se incorporaron al acervo popular santiagueño como «Herencia folclórica», «Silencio, canta Alfredo Ábalos», «La voz de la chacarera», «Moneda que está en el alma, se pierde si no se da», «Cuando de cantar se trata», «Las coplas de la vida», «Con la conciencia tranquila», «Una quimera más» y «Te digo, chacarera».
A partir de su labor como recopilador de coplas populares pronunció numerosas conferencias en universidades del país. También logró obtener diferentes galardones: Emblema de Oro otorgado en el Festival de la Tradición, Añatuya, 1972; Premio al Folclorista más destacado (Escuela de Artes Aplicadas, Santiago del Estero, 1975); Premio La voz argentina en Nueva York (Nueva York, EE. UU., 1987); Mistol de Oro (Santiago del Estero, 1987) y Premio Cóndor otorgado por el Teatro Coliseo (La Plata, 1994) y el Premio Konex en dos oportunidades.
El artista también era profesor de danzas nativas, recibido en la escuela del profesor José Gómez Basualdo, y miembro fundador de la Sociedad de Folcloristas de Santiago del Estero.

## Fallecimiento
En la madrugada del 24 de septiembre de 2018, Alfredo Ábalos falleció a raíz de una descompensación cardíaca, producto de una neumonía que había provocado su internación.